# Нормальное пространство
Норма́льное простра́нство — топологическое пространство, удовлетворяющее аксиомам отделимости T1, T4, то есть такое топологическое пространство, в котором одноточечные множества замкнуты и любые два непересекающихся замкнутых множества отделимы окрестностями (то есть содержатся в непересекающихся открытых множествах).

## Свойства
- Нормальные пространства образуют частный случай вполне регулярных или тихоновских пространств. Это следует из леммы Урысона: в нормальном пространстве любые два непересекающиеся замкнутые множества функционально отделимы.
- Теорема Титце о продолжении. Каждая непрерывная вещественная функция, заданная на замкнутом подмножестве нормального пространства, непрерывно продолжается на всё пространство.
- Всякое замкнутое подпространство нормального пространства нормально.
- Пространства, все подпространства которых нормальны, называются наследственно нормальными или вполне нормальными.
  - Для наследственной нормальности достаточно, чтобы все его открытые подпространства были нормальны.
  - Для наследственной нормальности пространства необходимо и достаточно, чтобы были отделимы окрестностями всякие два множества, из которых ни одно не содержит точек соприкосновения другого.
- Нормальное пространство называется совершенно нормальным, если в нём каждое замкнутое множество является пересечением счётного числа открытых множеств.
  - Всякое совершенно нормальное пространство есть наследственно нормальное пространство.
  - Всякое метрическое пространство совершенно нормально.
- Нормальное пространство, в котором для  любого дискретного семейства замкнутых множеств {\displaystyle {\{F_{s}\}}_{s\in S}} существует дискретное семейство открытых множеств {\displaystyle {\{U_{s}\}}_{s\in S}}, такое, что {\displaystyle F_{s}\subset U_{s}} для каждого {\displaystyle s\in S}, называется коллективно нормальным.
  - Все паракомпактные хаусдорфовы пространства (в частности, метрические пространства) коллективно нормальны.
- Произведение двух нормальных пространств не обязано быть нормальным, и даже произведение нормального пространства на отрезок может не быть нормальным.